# Lokosphinx/Saison 2016
Dieser Artikel listet Erfolge und Fahrer des Radsportteams Lokosphinx in der Saison 2016 auf.

## Abgänge – Zugänge
| Zugänge                       | Team 2014         | Abgänge              | Team 2015       |
| ----------------------------- | ----------------- | -------------------- | --------------- |
| Sergei Belich (ab 22. Juli)   | Itera-Katusha     | Jewgeni Schalunow    | Gazprom-RusVelo |
| Wadim Schurawlew              | Neoprofi          | Alexei Rybalkin      | Gazprom-RusVelo |
| Artem Samolenkow              | Neoprofi          | Kirill Sweschnikow   | Gazprom-RusVelo |
| Pawel Karpenkow (ab 22. Juli) | Lokosphinx (2015) | Andrei Prostokischin | Unbekannt       |
|                               |                   | Kirill Botschkow     | Unbekannt       |

## Mannschaft
| Teamkader 2016                                 | Teamkader 2016   | Teamkader 2016 | Teamkader 2016              |
| Name                                           | Geburtsdatum     | Land           | Vorheriges Team             |
| ---------------------------------------------- | ---------------- | -------------- | --------------------------- |
| Vasily Neustroev                               | 8. Januar 1990   | Russland       |                             |
| Artem Samolenkov                               | 5. November 1993 | Russland       |                             |
| Sergei Schilow                                 | 6. Februar 1988  | Russland       | Moscow (2009)               |
| Dmitri Anatoljewitsch Sokolow                  | 19. März 1988    | Russland       | Katyusha Continental (2010) |
| Dmitri Strachow                                | 17. Mai 1995     | Russland       |                             |
| Alexander Wdowin                               | 21. August 1993  | Russland       |                             |
| Sergei Wdowin                                  | 21. August 1993  | Russland       | Lokosphinx amateur (2013)   |
| Wadim Schurawljow                              | 15. März 1993    | Russland       | Lokosphinx amateur (2015)   |
| Sergei Walerjewitsch Belych (1. Jul.–31. Dez.) | 4. März 1990     | Russland       | Itera-Katusha (2015)        |
| Pavel Karpenkov (22. Jul.–31. Dez.)            | 4. März 1992     | Russland       |                             |
|                                                |                  |                |                             |
| Quellen: ProCyclingStats Cycling Archives      |                  |                |                             |

Anmerkung: Vasily Neustroev